# Episodi di That '70s Show (ottava stagione)
L'ottava e ultima stagione della serie televisiva That '70s Show è andata in onda negli Stati Uniti sul canale FOX dal 2 novembre 2005 al 18 maggio 2006, mentre in Italia è stata trasmessa da Jimmy dal 12 febbraio al 13 marzo 2007.
I titoli delle puntate di questa stagione sono presi da alcune canzoni dei Queen.
| nº | Titolo originale                  | Titolo italiano | Prima TV USA     | Prima TV Italia  |
| -- | --------------------------------- | --------------- | ---------------- | ---------------- |
| 1  | Bohemian Rhapsody                 |                 | 2 novembre 2005  | 12 febbraio 2007 |
| 2  | Somebody To Love                  |                 | 2 novembre 2005  | 13 febbraio 2007 |
| 3  | You're My Best Friend             |                 | 9 novembre 2005  | 14 febbraio 2007 |
| 4  | Misfire                           |                 | 16 novembre 2005 | 15 febbraio 2007 |
| 5  | Stone Cold Crazy                  |                 | 30 novembre 2005 | 16 febbraio 2007 |
| 6  | Long Away                         |                 | 7 dicembre 2005  | 19 febbraio 2007 |
| 7  | Fun It                            |                 | 14 dicembre 2005 | 20 febbraio 2007 |
| 8  | Good Company                      |                 | 12 gennaio 2006  | 21 febbraio 2007 |
| 9  | Who Needs You                     |                 | 19 gennaio 2006  | 22 febbraio 2007 |
| 10 | Sweet Lady                        |                 | 26 gennaio 2006  | 23 febbraio 2007 |
| 11 | Good Old Fashioned Lover Boy      |                 | 2 febbraio 2006  | 26 febbraio 2007 |
| 12 | Killer Queen                      |                 | 9 febbraio 2006  | 27 febbraio 2007 |
| 13 | Spread Your Wings                 |                 | 16 marzo 2006    | 28 febbraio 2007 |
| 14 | Son And Daughter                  |                 | 23 marzo 2006    | 1º marzo 2007    |
| 15 | Keep Yourself Alive               |                 | 13 aprile 2006   | 2 marzo 2007     |
| 16 | My Fairy King                     |                 | 27 aprile 2006   | 5 marzo 2007     |
| 17 | Crazy Little Thing Called Love    |                 | 27 aprile 2006   | 6 marzo 2007     |
| 18 | We Will Rock You                  |                 | 4 maggio 2006    | 7 marzo 2007     |
| 19 | Sheer Heart Attack                |                 | 4 maggio 2006    | 8 marzo 2007     |
| 20 | Leaving Home Ain't Easy           |                 | 11 maggio 2006   | 9 marzo 2007     |
| SP | That '70s Show: The Final Goodbye |                 | 11 maggio 2006   |                  |
| 21 | Love Of My Life                   |                 | 18 maggio 2006   | 12 marzo 2007    |
| 22 | That '70s Finale                  |                 | 18 maggio 2006   | 13 marzo 2007    |